# Xi Jiang
Xi Jiang (Si Kiang) er en flod i Asien. Xi Jiang har en længde på 1930 km. Udspringer i Kina på Yunnanhøjsletten under navnet Nanpan jian, forløbet af floden går østover og Xi Jiang udmunder i det Sydkinesiske Hav vest for Hongkong. Deltaet forbundet med floden strækker sig 145 km ind i landet og omfatter også Perlefloden. Xi Jian har et afvandingsområde på ca. 602.000 km².
23°28′09″N 111°18′44″Ø / 23.4692299°N 111.3122749°Ø